# آدم إسماعيلوف
آدم إسماعيلوف (بالروسية: Исмаилов, Адам Аламатович)‏ هو لاعب كرة قدم روسي في مركز حراسة المرمى، ولد في 1 مايو 1976 في جمهورية الشيشان - إنغوشيتيا الاشتراكية السوفيتية المتمتعة بالحكم الذاتي. لعب مع نادي أحمد غروزني ونادي داسيا كيشيناو.

## وصلات خارجية
- آدم إسماعيلوف على موقع Soccerway.com (الإنجليزية)